# Stenandrium carolinae
Stenandrium carolinae är en akantusväxtart som beskrevs av Emery Clarence Leonard och Proctor. Stenandrium carolinae ingår i släktet Stenandrium och familjen akantusväxter. Inga underarter finns listade i Catalogue of Life.